# Anabropsis costaricensis
Anabropsis costaricensis is een rechtvleugelig insect uit de familie Anostostomatidae. De wetenschappelijke naam van deze soort is voor het eerst geldig gepubliceerd in 1905 door Rehn.